# Partênio
Partênio (português brasileiro) ou Parténio (português europeu) de Niceia foi um poeta e gramático da Grécia Antiga.
De acordo com o texto bizantino Suda, ele era filho de Heraclides e Eudora, ou, de acordo com Hermippus de Beirute, o nome da sua mãe era Tetha. Ele foi aprisionado por Cina durante as Guerras Mitridáticas e levado para Roma em 72 a.C.. Posteriormente, ele visitou Neápolis, onde ensinou grego a Virgílio, de acordo com Macróbio.